# Huancavelica (regio)
Huancavelica (Aymara: Wankawelika; Quechua: Wankawillka) is een regio van Peru, gelegen in het centrale gebergte. De regio heeft een oppervlakte van 22.131 km² en heeft 494.963 inwoners (2015). Huancavelica wordt volledig omsloten door andere regio's en grenst in het noorden aan Junín, in het oosten aan Ayacucho, in het zuiden aan Ayacucho en Ica en in het westen aan Ica en Lima. De hoofdstad is Huancavelica.

## Bestuurlijke indeling
De regio is verdeeld in zeven provincies, die weer zijn onderverdeeld in 102 districten. Achter elke provincie wordt de hoofdplaats genoemd.
| Nr. | Provincie      | Inwoners | Oppervlakte | UBIGEO | Districten | Hoofdplaats    | Inwoners |
| --- | -------------- | -------- | ----------- | ------ | ---------- | -------------- | -------- |
| 1   | Acobamba       | 79.752   | 911 km²     | 0902   | 8          | Acobamba       | 5.431    |
| 2   | Angaraes       | 63.906   | 1.959 km²   | 0903   | 12         | Lircay         | 6.766    |
| 3   | Castrovirreyna | 19.159   | 3.985 km²   | 0904   | 13         | Castrovirreyna | 1.523    |
| 4   | Churcampa      | 44.605   | 1.218 km²   | 0905   | 11         | Churcampa      | 2.527    |
| 5   | Huancavelica   | 160.028  | 4.216 km²   | 0901   | 19         | Huancavelica   | 61.623   |
| 6   | Huaytará       | 23.023   | 6.458 km²   | 0906   | 16         | Huaytará       | -        |
| 7   | Tayacaja       | 108.083  | 3.378 km²   | 0907   | 23         | Pampas         | 7.839    |

| Detailkaart |
| ----------- |
|             |
| Provincies  |